# Зетска нахия
Зетската нахия е административна единица в Княжество Черна гора, образувана през 1878 година. Като такава просъществува до ликвидиране независимостта на страната, чрез присъединяването ѝ към Югославия през 1918 година.

## Граници и обхват
Нахията е включвала част от източните територии на страната, по днешната граница с Албания. Намирала се е северно от Шкодренското езеро, като релефът ѝ е преобладаващо хълмист и планински - включва на изток част от Албанските Алпи с връх, издигащ се на надморска височина от 2442 m. През равнинната територия на нахията протича река Морача, преди да се влее в Шкодренското езеро. На север и северозапад нахията е граничела с Морачката и Васоевичка нахия, на изток с днешната територия на Албания, на юг е опирала в Шкодренското езеро и албанските земи, а на запад са били Риечката и Лешанската нахия.
На територията на Зетската нахия се е намирала днешната столица на Черна гора - Подгорица.

## История
Зетска нахия не съществува като понятие и административна единица в Османската империя. Тя е създадена след като Черна гора се сдобива с независимост по силата на Берлинския договор. Зетската нахия заема част от новоприсъединените към Княжество Черна гора територии, които се намират в източната част на страната, покрай днешните албански земи.

## Етнос
Зетската нахия е населена през 19 век от четири племенни общности - зета, затриебач, кучи и братоножичи. Сред по-известните исторически места в Зетска нахия са Лешко поле и Медун.